# برنارد كونولي
برنارد كونولي (بالإنجليزية: Bernard Connolly)‏ هو اقتصادي بريطاني، ولد في 1951.